# Handzame Classic 2011
La Handzame Classic 2011, nona edizione della corsa, per la prima volta valida come evento dell'UCI Europe Tour 2011 categoria 1.1, si svolse il 18 marzo 2011 su un percorso di 199,5 km. Fu vinta dal belga Steve Schets, che terminò la gara in 4h 48' 12" alla media di 41,53 km/h.
Dei 160 ciclisti alla partenza furono 122 a portare a termine la competizione.

## Ordine d'arrivo (Top 10)
| Pos. | Corridore         | Squadra         | Tempo    |
| ---- | ----------------- | --------------- | -------- |
| 1    | Steve Schets      | Donckers Kof.   | 4h48'12" |
| 2    | Kenny van Hummel  | Skil-Shimano    | s.t.     |
| 3    | Niko Eeckhout     | An Post         | s.t.     |
| 4    | André Schulze     | CCC Polsat      | s.t.     |
| 5    | Aidis Kruopis     | Landbouwkrediet | s.t.     |
| 6    | Theo Bos          | Rabobank        | s.t.     |
| 7    | Frederique Robert | Quickstep       | s.t.     |
| 8    | Remco te Brake    | Cycl. de Rijke  | s.t.     |
| 9    | Maxime Vantomme   | Katusha         | s.t.     |
| 10   | Stijn Neirynck    | Topsport Vl.    | s.t.     |